# Costa do Ouro nos Jogos Olímpicos de Verão de 1952
A Costa do Ouro, atualmente conhecida como Gana, competiu nos Jogos Olímpicos de Verão de 1952 em Helsinque, Finlândia. Foi a primeira participação de um país da África Ocidental, o qual não ganhou uma medalha olímpica.

## Resultados por Evento

### Atletismo
100m masculino
- Gabriel Laryea
  - Primeira Eliminatória — 11.1 s (→ 3º na bateria, não avançou)
- George Acquaah
  - Primeira Eliminatória — 11.2 s (→ 5º na bateria, não avançou)

800m masculino
- Mohamed Sanni-Thomas
  - Primeira Eliminatória — 2:05.8 min (→ 6º na bateria, não avançou)

Revezamento 4x100m masculino
- Gabriel Laryea, George Acquaah, John Owusu, Augustus Lawson
  - Primeira Eliminatória — 42.1 s (→ 4º na bateria, não avançou)

Salto em altura masculino
- James Owoo
  - Classificatória — 187 cm (→ avançou à final)
  - Final — 180 cm (→ 20º lugar)

Salto triplo masculino
- William Laing
  - Classificatória — 14,09 m (→ não avançou)